# Umatac
Umatac (czamorro: Humåtak) – okręg administracyjny Guamu i jednocześnie jedna z miejscowości. Okręg ma powierzchnię 16 km², a zamieszkany jest przez 782 osób (dane spisowe z 2010).